# Франц Голер
Франц Голер (нім. Franz Hohler; нар. 1 квітня 1943) — швейцарський поет, прозаїк, драматург, артист кабаре та автор пісень. Лауреат багатьох літературних та художніх премій Швейцарії та Німеччини, почесний доктор Фрібурзького університету, член Швейцарського товариства письменників та міжнародного ПЕН-клубу .

## Біографія
Франц Голер народився в Білі, його дитинство пройшло в Північній Швейцарії, в Ольтені, в 1963 році він закінчив кантональну школу в Аарау. Вивчав германістику і романістику в Цюрихському університеті. Визнаний непридатним для несення військової служби. У 1965 році, ще бувши студентом, пробує свої сили на сцені зі своєю першою соло-програмою pizzicato. Після ряду успішних виступів Голер кидає університет, щоб повністю присвятити себе мистецтву. До теперішнього часу він є автором численних кабаре-постановок, п'єс для театру, романів і збірок оповідань для дорослих і дітей, кіно- і телефільмів.
Для створених Францом Голером творів притаманні поєднання політичної, актуальної тематики з гумористичною, часом гротескною фабулою. Найчастіше автор починає розповідь зі звичайних, щоденних життєвих замальовок, які переходять раптово в якусь абсурдну картину. При виконанні на сцені своїх монологів автор іноді супроводжує їх грою на віолончелі. Часто при своїх сценічних виступах і на телебаченні — в тандемі з іншими артистами, наприклад з пантомімістами Рене Квелле.
Франц Голер — лауреат численних літературних і мистецьких премій Швейцарії та Німеччини, почесний доктор Фрібурзького університету. Член Швейцарського товариства письменників (Autorinnen und Autoren der Schweiz) і міжнародного ПЕН-клубу.
Одружений з 1969 року з філологинею та психологинею Урсулою Нагель, в цьому шлюбі має двох синів. Проживає в Орліконі, передмісті Цюриха

Франц Голер з Емілем Штайнберґером.

## Твори

### Літературні твори
- Ідилії (Idyllen). Luchterhand, Neuwied und Berlin 1970
- Питання до інших (Fragen an andere). інтерв'ю, Zytglogge, Gümligen 1973
- Можна, я вам почитаю? (Darf ich Ihnen etwas vorlesen?) Pfaffenweiler Presse, Badenweiler тисячі дев'ятсот сімдесят вісім
- Особливий день (Ein eigenartiger Tag). Luchterhand, Darmstadt 1979
- Третя колона (Die dritte Kolonne). П'єса для двох жінок і автоматичного розмовного пристрою, Stiftung Pro Mente Sana, Weinfelden 1984
- Книга кабарретіста (Das Kabarettbuch). Luchterhand, Darmstadt тисячі дев'ятсот вісімдесят сім
- Продавець і лось. Вірші, пісні, сцени (Der Verkäufer und der Elch. Geschichten, Lieder, Szenen) Henschel, Berlin 1987
- Минуло сорок. Вірші. Luchterhand, Darmstadt 1988, ISBN 3-630-86676-X
- Нова вершина (Der neue Berg). Роман. Luchterhand, Frankfurt 1989, ISBN 3-630-86710-3
- Полювання на драконів. Нова книга кабаретіста (Drachenjagen. Das neue Kabarettbuch). Luchterhand, München +1996
- З'їдена книга (Das verspeiste Buch). Schöffling, Frankfurt 1996 року, ISBN 3-89561-051-8
- Кам'яний потоп (Die Steinflut). Новела. Luchterhand, München 1998 ISBN 3-630-86994-7
- До гирла (Zur Mündung). 37 історій про життя і смерті. Luchterhand, München 2000, ISBN 3-630-87067-8
- Про правильне використання часу (Vom richtigen Gebrauch der Zeit). Вірші. Luchterhand, München 2006, ISBN 978-3-630-62083-1
- Стукають (Es klopft). Роман. Luchterhand, München 2007, ISBN 978-3-630-87266-7
- Камінь (Der Stein). Розповіді. Luchterhand, München 2011, ISBN 978-3-630-87361-9
- Платформа 4 (Gleis 4). Роман. Luchterhand, München 2013, ISBN 978-3-630-87420-3
- Все вище (Immer höher). Розповіді. AS Verlag, Zürich 2014 року, ISBN 978-3-906055-19-0

### Дитячі книги
- Чіпо (Tschipo). Дитячий роман. Luchterhand, Darmstadt 1 978
- Маленький привид з шотландського замку (In einem Schloss in Schottland lebte einmal ein junges Gespenst). ілюстрації Werner Maurer. Sauerländer, Aarau 1979
- Доктор Стоянка (Dr. Parkplatz). Walter, Olten 1980
- Нічна гавань (Der Nachthafen). Benziger, Zürich 1984
- Чіпо і пінгвіни (Tschipo und die Pinguine). Дитячий роман. Luchterhand, Darmstadt 1985
- Розбійник Бум (Der Räuber Bum). Sauerländer, Aarau 1987
- Велетень і полуничне варення (Der Riese und die Erdbeerkonfitüre), та інші історії. Ravensburger, Ravensburg 1993
- Письмовий стіл з Дрімучого лісу (Der Urwaldschreibtisch). Sauerländer, Aarau 1994
- Чіпо в кам'яному столітті (Tschipo in der Steinzeit). Ravensburger, Ravensburg 1 995
- Три садівники (Die drei Gärtner). Berliner Handpresse, Berlin 1994
- Великий гном і інші історії (Der grosse Zwerg und andere Geschichten). Dtv, München 2003
- Танець в затонулому селі (Der Tanz im versunkenen Dorf). Hanser, München 2005
- Жив-був їжачок (Es war einmal ein Igel). Вірші для дітей. Hanser, München 2011

### Кабаре-програми
- Pizzicato (1965)
- Економна арфа (Die Sparharfe), 9. Oktober 1967 192 виступи
- Кабаре на 8 мовах (Kabarett in 8 Sprachen), UA 23. Juni 1969 Базель
- Нічні заняття (Die Nachtübung), 30. Oktober 1973 Люцерн, 217 виступів
- Шубертівський вечір (Schubert-Abend), 6. März 1979 Берн, 139 виступів
- Пісні без музики (Lieder ohne Musik), 28. März 1981 Берн
- Політ в Мілан (Der Flug nach Milano), 26. Januar 1985 Баден (Ааргау), 159 виступів
- Вечір з Францем холери (Ein Abend mit Franz Hohler), 1990 (змінюється програма)
- Полювання на драконів (Drachenjagd), 1994 148 постановок
- Звідки у Швейцарії гори.. (Wie die Berge in die Schweiz kamen), 1995
- Крокодил-вегетаріанець (Das vegetarische Krokodil), 1999

### П'єси для театру
- Боско мовчить (Bosco schweigt). Гротеск. 13. November 1968 Цюріх
- Добрий день, пане Мейєр! (Grüss Gott, Herr Meier!) Одноактна. 6. Dezember 1968 Баден-Баден
- Про страхи, сварки і їжі (Vom Angsthaben, Streiten und Essen). 1974
- Велетень (Der Riese). одноактна. 10. April одна тисяча дев'ятсот сімдесят шість Нюрнберг
- Давид і Голіаф (David und Goliath). П'єса для дітей. 19. Februar 1977 Базель
- Чи не ті двері (Die falsche Türe). 31. Oktober 1995 Санкт-Галлен
- Три мови (Die drei Sprachen). П'єса для дітей, 1997 у Дитячому театрі, Сараєво
- На щастя (Zum Glück). Комедія. 2002 Вінтертур

## Переклади українською
- 1986 — оповідання «Реванш». Переклад Аркадія Плюто (журнал «Всесвіт» № 4(688), квітень 1986, с. 127-133)[13]
- 1988 — оповідання «Околиця Остермундіґена». Переклад Ростислава Нємцева (журнал «Всесвіт» № 10(718), жовтень 1988, с. 190-192)[14]
- 2017 — «Велика Книжка. Історії для дітей». Переклад Нелі Ваховської (видавництво «Чорні вівці»[15])

## Нагороди, премії
- Премія Конрада Фердинанда Мейєра (1968)
- Deutscher Kleinkunstpreis в категорії кабаре (1973)
- Премія Ганса Сакса міста Нюрнберга (1976)
- Ольденбургська дитяча книжкова премія. «Для Чіпо» (1978)
- Премія літератури в Алеманні (1987)Alemannischer Literaturpreis. Процитовано 11 лютого 2019.
- Список честі IBBY «Для Чіпо та Пінгвінів» (1988)
- Cornichon Днів Кабаре Ольтнера (1990)
- Загальний приз Швейцарського Фонду Шиллера (1991)
- Швейцарська молодіжна премія для гігантів та полуниці (1994)
- Premio Mundial Хосе Марті де Література Інфантильний (1995)
- Пісенна премія SWF (1997)
- Prix Enfantaisie (2000)
- Премія мистецтва міста Ольтен (2000)
- Присвоєння премії за захист природи та навколишнього середовища (2001)
- Премія культури Ааргау (2002)
- Kasseler Literaturpreis. «Для гротескного гумору» (2002)
- Премія мистецтва міста Цюріха (2005)
- Премія Шіллера Zürcher Kantonalbank для Die Torte (2005)
- «Зальцбурзький Бик». «Для життєвої роботи» (2008)
- Почесний доктор університету Фрібурга[16](2009)
- Гейдельберг Ліндер. «Адже колись був їжак» (2011)
- Почесна нагорода ktv (Асоціація художників — театр — організатори, Швейцарія) (2013)Ehrenpreis der KTV ATP. Процитовано 11 лютого 2019.
- Літературна премія Золотурн (2013)
- Почесна нагорода Держави Рейнланд-Пфальц Німецькій Kleinkunstpreis (2014)Den DEUTSCHEN KLEINKUNSTPREIS 2014. Процитовано 11 лютого 2019.
- Премія поезії Еліс Саломон (2014)
- Премія імені Йогана Петера Гебеля (2014)